# Marian Karaś (polityk)
Marian Karaś – polski samorządowiec, radny Miejskiej Rady Narodowej, działacz Stronnictwa Demokratycznego, szósty naczelnik miasta Kłodzka w latach 1984–1985.
Był wieloletnim członkiem Miejskiej Rady Narodowej w Kłodzku z ramienia Stronnictwa Demokratycznego. W latach 1982–1983 wchodził w skład Miejskiego Obywatelskiego Komitetu Ocalenia Narodowego (MOKON) na czele ze Zbigniewem Strapem. 1 marca 1984 został powołany przez wojewodę wałbrzyskiego na urząd naczelnika miasta Kłodzka. Za jego rządów dobiegła końca budowa obwodnicy północnej na drodze krajowej nr 8 z estakadą Doliny Nysy Kłodzkiej nad rzeką i torowiskiem. 12 maja 1985 została powołana Rada Miejska PRON, która powstała z przekształcenia MOKON. Wśród jej członków znalazł się także Karaś. Poza tym sytuacja gospodarcza, a także mieszkaniowa i aprowizacyjna w mieście znajdowała się w kryzysie. Funkcję naczelnika pełnił do 30 kwietnia 1985.